# War Games (musikalbum)
War Games är Grave Diggers tredje studioalbum från 1986. 

## Låtlista
1. "Keep On Rockin'"
2. "Heaven Can Wait"
3. "Fire In Your Eyes"
4. "Let Your Heads Roll"
5. "Love Is Breaking My Heart"
6. "Paradise"
7. "(Enola Gay) Drop The Bomb"
8. "Fallout"
9. "Playin' Fools"
10. "The End"

## Medverkande
- Chris Boltendahl - Sång
- Peter Masson - gitarr
- C.F. Frank - bas
- Albert Eckhardt - trummor